# Society Hill (Carolina del Sud)
Society Hill és una població dels Estats Units a l'estat de Carolina del Sud. Segons el cens del 2000 tenia 700 habitants.

## Demografia
Segons el cens del 2000, Society Hill tenia 700 habitants, 269 habitatges i 203 famílies. La densitat de població era de 124 habitants/km².
Dels 269 habitatges en un 24,5% hi vivien nens de menys de 18 anys, en un 52% hi vivien parelles casades, en un 19% dones solteres, i en un 24,5% no eren unitats familiars. En el 21,6% dels habitatges hi vivien persones soles el 7,8% de les quals corresponia a persones de 65 anys o més que vivien soles. El nombre mitjà de persones vivint en cada habitatge era de 2,6 i el nombre mitjà de persones que vivien en cada família era de 3,03.
Per edats la població es repartia de la següent manera: un 22% tenia menys de 18 anys, un 9,6% entre 18 i 24, un 24,3% entre 25 i 44, un 29,3% de 45 a 60 i un 14,9% 65 anys o més.
L'edat mediana era de 40 anys. Per cada 100 dones de 18 o més anys hi havia 90,9 homes.
La renda mediana per habitatge era de 30.057 $ i la renda mediana per família de 37.875 $. Els homes tenien una renda mediana de 25.662 $ mentre que les dones 18.516 $. La renda per capita de la població era de 15.005 $. Entorn del 13,3% de les famílies i el 14,5% de la població estaven per davall del llindar de pobresa.

## Poblacions més properes
El següent diagrama mostra les poblacions més properes.